# Carl-Gottlob Cramer
Pour les articles homonymes, voir Cramer.
Carl Gottlob Cramer (né le 3 mars 1758 à Pödelist, en électorat de Saxe et mort le 7 juin 1817 à Dreißigacker) était un romancier saxon de la fin du XVIIIe et du début du XIXe siècle.

## Biographie
Carl-Gottlob Cramer a publié plus de 40 romans. Les meilleurs sont Erasmus Schleicler et le Pauvre Georges, trad. par A. Duval, 1801.